# Жан IV де Бросс
Жан IV де Бросс (фр. Jean IV de Brosse; 1505, Ламбаль — 27 января 1564, Ламбаль), называемый Бретонским — герцог д'Этамп и де Шеврёз, граф де Пентьевр, французский придворный и военный деятель.

## Биография
Сын Рене де Бросса и Жанны де Коммин, внук Филиппа де Коммина.
Земли его отца были в 1524 конфискованы за измену, но по условиям Мадридского договора, заключенного 14 января 1526, приговоры, вынесенные сообщникам коннетабля Бурбона, отменялись, а владения, отобранные в казну, подлежали возврату наследникам. Это соглашение было подтверждено условиями Камбрейского мира 15 августа 1529 года, и окончательно утверждено жалованными грамотами, данными Франциском I в марте 1530 в Ангулеме.
Подобно отцу и деду, Жан де Бросс различными способами пытался вернуть родовые владения, отобранные ещё при Франциске II Бретонском — графство Пентьевр и другие сеньории в Бретани. Добился своего в 1536 путём женитьбы на любовнице короля Франциска Анне де Пислё, которая благодаря этому браку смогла занять официальное положение при дворе.
В 1534 году король пожаловал Жану де Броссу графство-пэрию Этамп, а в январе 1536 года возвёл его в ранг герцогства (не пэрии, зарегистрировано парламентом 18 января), а в декабре 1545 года сделал герцогством баронию Шеврёз.
Был губернатором Бурбонне. После смерти барона де Шатобриана, 25 февраля 1543 в Фонтенбло Жан де Бросс был назначен губернатором и адмиралом Бретани, 25 марта был подтвержден в должности дофином герцогом Бретани, и был зарегистрирован Реннским парламентом 19 апреля.
1 июля 1544 назначен полковником и командующим (Chef général) 48 швейцарских отрядов, во главе которых участвовал в кампании того года, завершившейся подписанием 18 сентября Крепийского мира, после чего отряды были распущены.
В 1547 участвовал в коронации Генриха II, в 1550 году был пожалован в рыцари ордена Святого Михаила.
В 1553 король передал герцогство Этамп своей фаворитке Диане де Пуатье, а в 1555 герцогство Шеврез купил кардинал де Гиз.
14 августа 1562 года в Блуа Жан де Бросс был назначен командующим армией в Бретани, на случай, если её потребуется собрать. В том же году получил обратно герцогство Этамп. Детей не имел, и ему наследовал племянник Себастьен де Люксембург-Мартиг.
Погребен в родовом склепе в церкви кордельеров в Генгане.